# Bodas del Mar

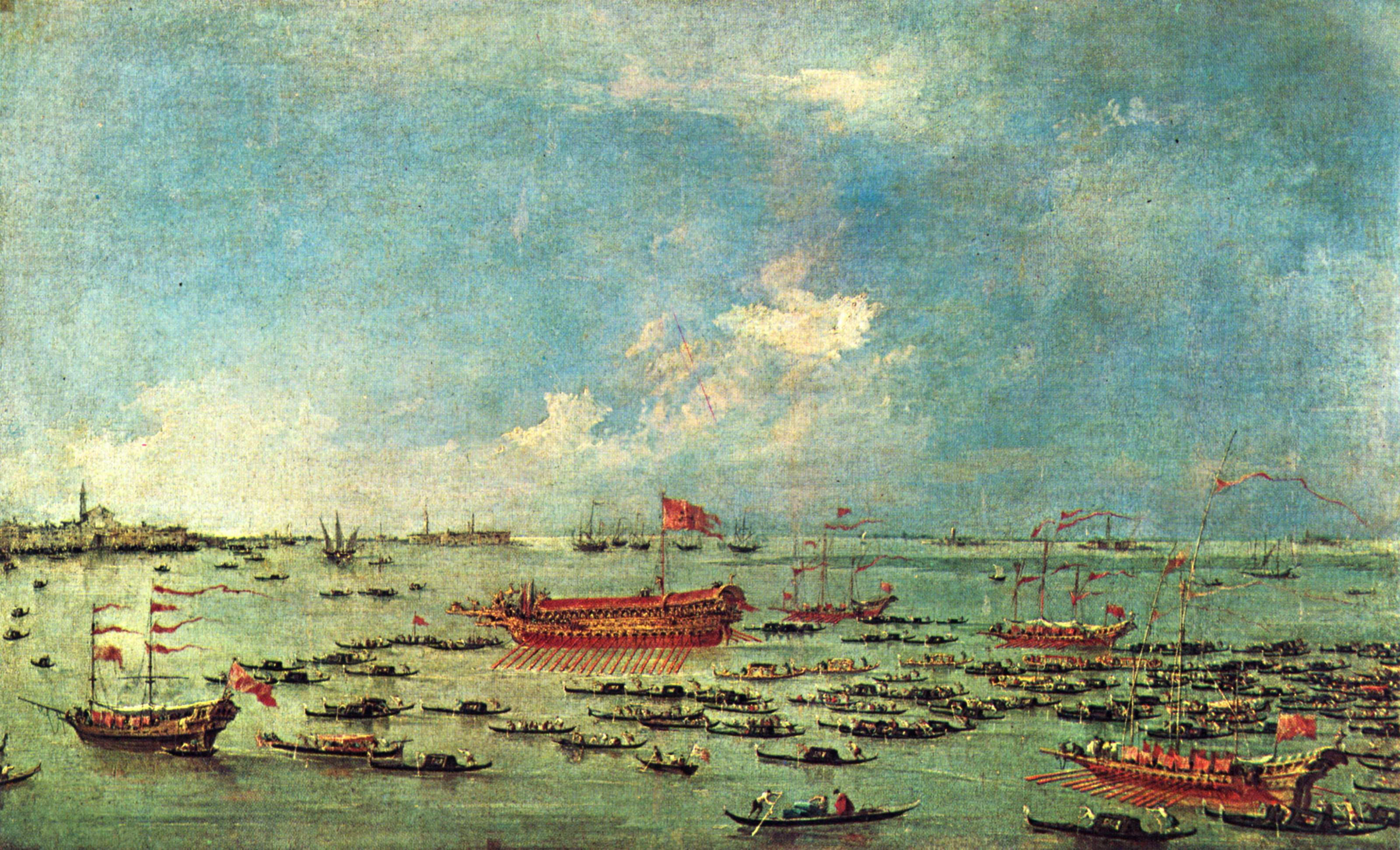
El Bucintoro navega hacia San Nicolò del Lido el día de la Ascensión, de Francesco Guardi (1775-1780).

Las Bodas del Mar, Esponsales del Mar o Matrimonio del Mar, en la República de Venecia, eran una ceremonia que simbolizaba el dominio marítimo de Venecia y se celebraba en la fiesta de la Sensa o día de la Ascensión. 
Se manifestaba arrojando un anillo de oro al mar Adriático. Este gesto ritual fue realizado por el dux de Venecia hasta la caída de la República en 1797. Desde 1965, la ceremonia es representada anualmente por el alcalde de Venecia, que asume el papel de dux.

## Orígenes

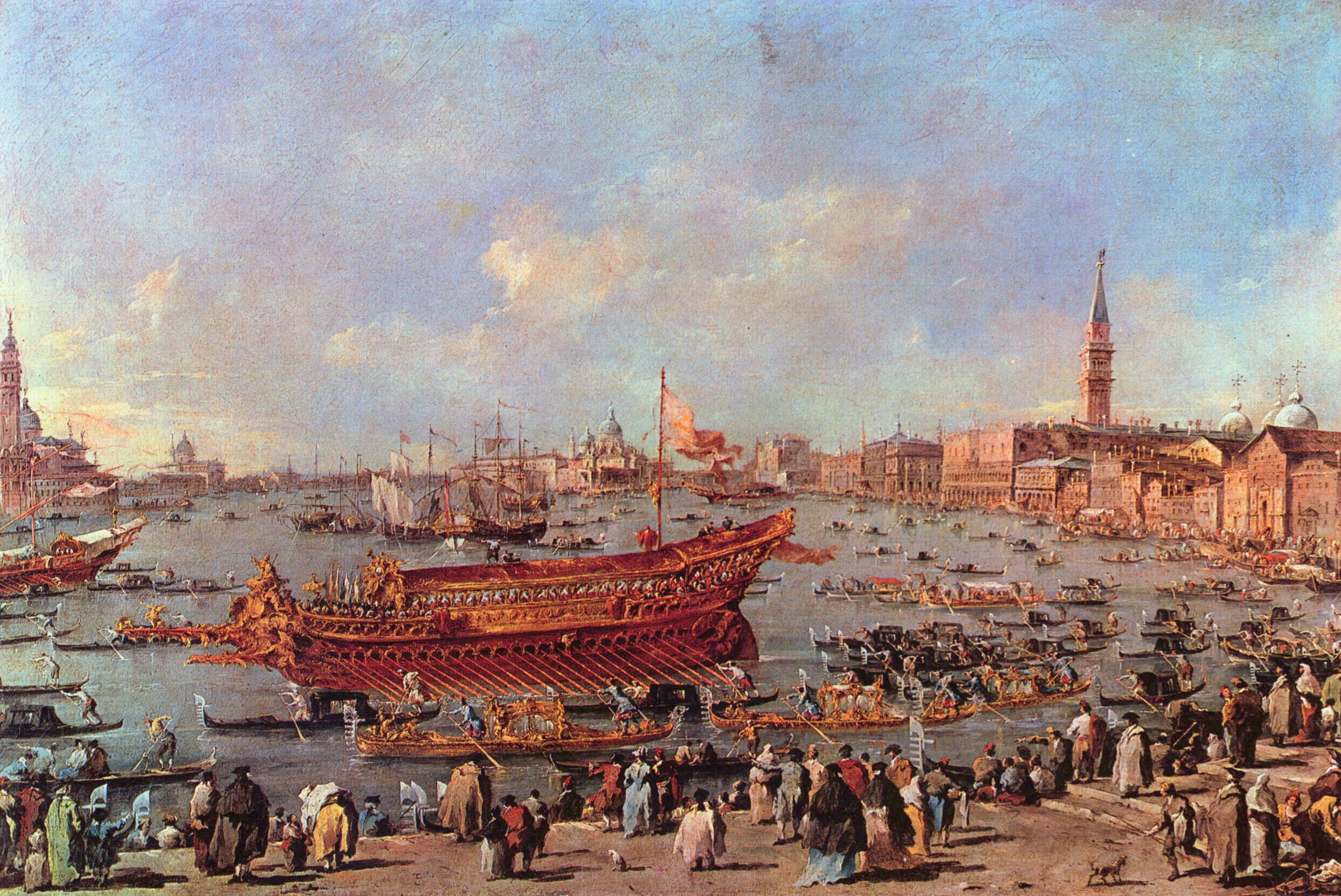
Partida del Bucintoro hacia el Lido el día de la Ascensión, de Francesco Guardi. Museo del Louvre.

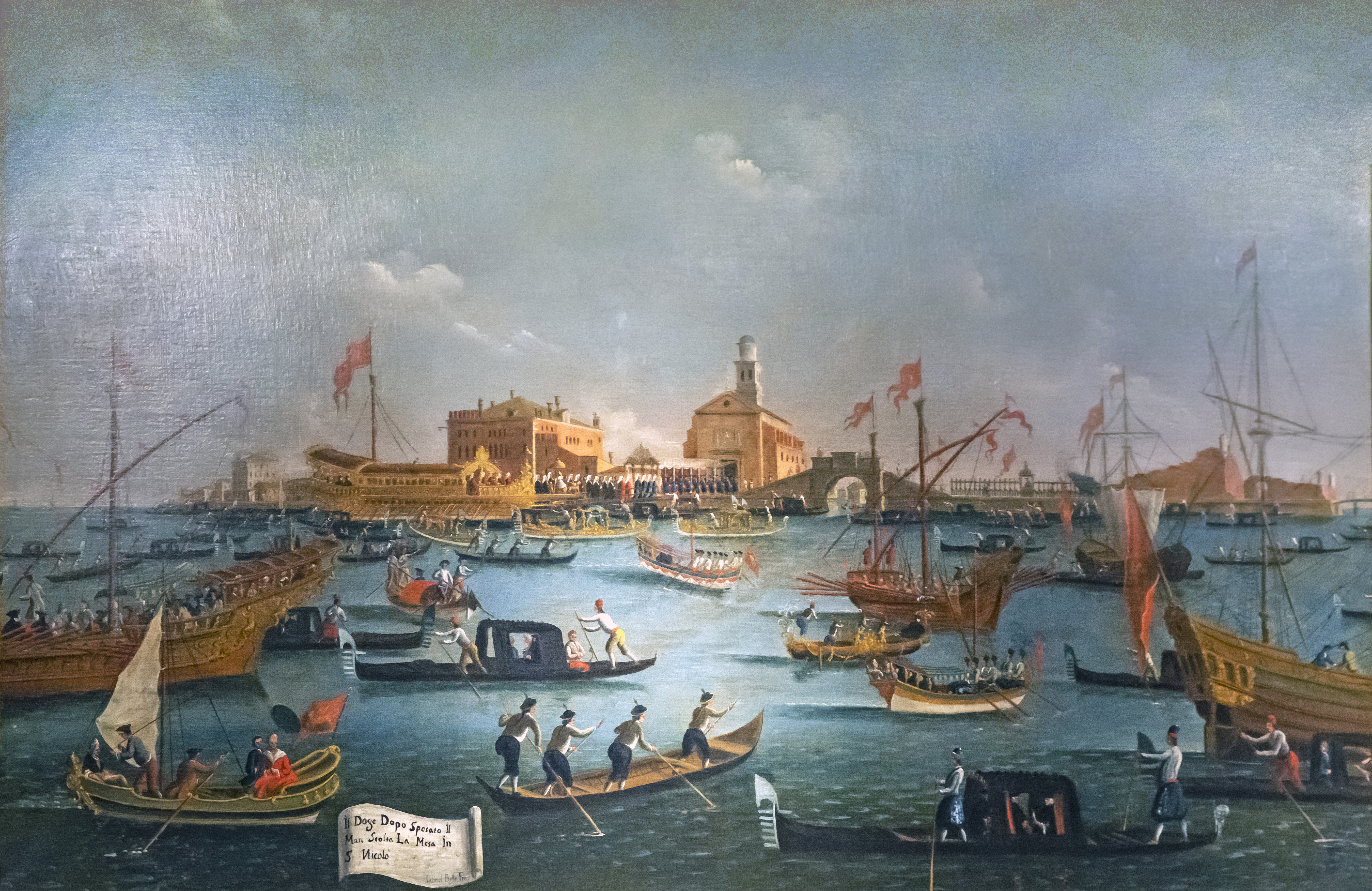
Visita del dux a San Nicolás después de la Boda del Mar.

Los ritos ligados a la expiación de los pecados hacia el mar se remontan a la Antigüedad, donde se recuerdan episodios célebres, como el narrado por Heródoto sobre el lanzamiento al mar de un anillo precioso por Polícrates, tirano de Samos, para apaciguar a los dioses y como el de Santa Elena emperatriz, que arrojó un clavo de la Vera Cruz al mar Adriático para que los vientos fueran más favorables. Según el arqueólogo Salomon Reinach, el "matrimonio con el mar" de los venecianos se derivaba de un antiguo rito pagano, que fue adoptado por la Iglesia en épocas posteriores.
La ceremonia se instituyó hacia el año 1000 para conmemorar la conquista de Dalmacia por el dux Pietro II Orseolo alrededor de 997 y se eligió el día de la Ascensión por ser el mismo en que el dux partió en su expedición victoriosa.
El acontecimiento se codificó definitivamente y se fijó el día de la Ascensión en 1173, bajo el reinado del dux Sebastiano Ziani. Su principio sagrado fue confirmado en 1176 por el papa Alejandro III, como recompensa por los servicios prestados por Venecia en la lucha contra el emperador Federico Barbarroja, que culminó en la batalla de Salvore y la posterior Paz de Venecia. El papa entregó al dux Sebastiano Ziani un anillo de oro, diciéndole: 
"Toma, hijo mío, dux de Venecia, esta es la alianza de tu matrimonio con el mar. A partir de ahora, queremos que tú y tus sucesores os caséis con ella todos los años".
La ceremonia se conmemoraría durante más de seis siglos, hasta la entrada de las tropas napoleónicas y la abdicación del dux Ludovico Manin durante la caída de la República de Venecia en 1797.
La gran importancia simbólica de esta ceremonia veneciana es subrayada con regularidad. Según el historiador del arte italiano Sergio Bettini, se trata de "algo más profundo y sustancial [...] que una simple ocasión de descanso o júbilo o conmemoración". Como las "grandes ceremonias romanas y bizantinas", es "la representación periódica y la encarnación del mito de Venecia en la vida real". La Organización de las Naciones Unidas para la Educación, la Ciencia y la Cultura (UNESCO) evoca la ceremonia como un rito "fundamental" de la antigua Venecia.

## Ceremonia

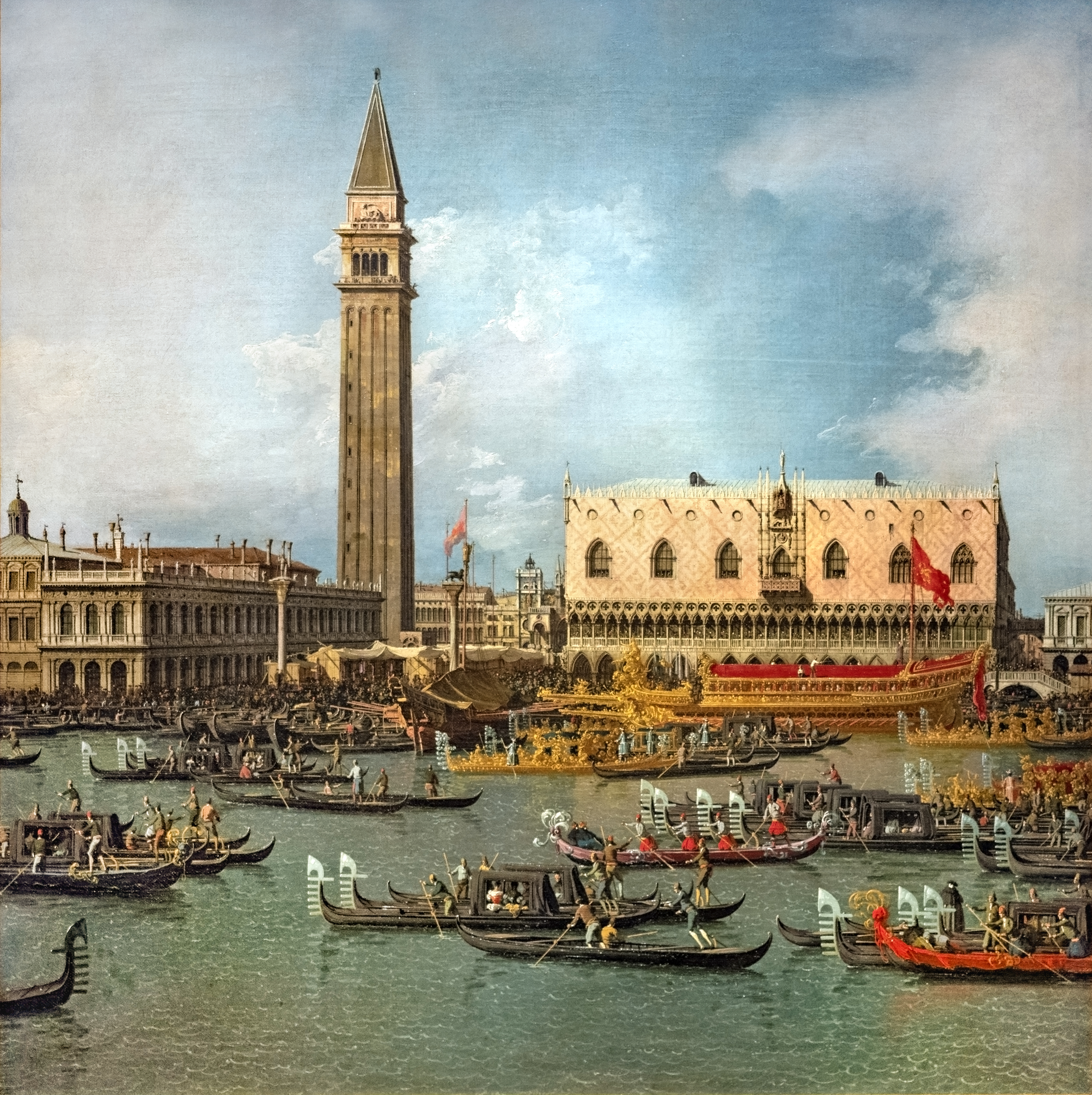
Regreso del Bucintoro al muelle (molo) el Día de la Ascensión.

Originalmente, la ceremonia tenía un carácter propiciatorio con el mar (benedictio maris). La ceremonia comenzaba con el atraque del bucintoro en el Molo (muelle), frente al Palacio Ducal. El dux de Venecia subía a bordo de la galera vestido de gala: manto de brocado lamé de oro y plata confeccionado con piel de armiño, con tocado ceremonial de corno ducale y bastón de mando en la mano. Toma asiento en la popa, con el legado papal a su derecha y el embajador francés a su izquierda. El Senado veneciano ocupaba cuatro filas de asientos.
Partía una solemne procesión de barcos y góndolas, encabezada por la nave del dux (desde 1253 el Bucintoro), que salía de la laguna por la ensenada del Lido. El patriarca de Venecia subía a bordo desde otro barco y se dirigía a la popa. En las aguas frente a la iglesia dedicada a San Nicolás, patrón de los marineros, el patriarca pronunciaba una bendición nupcial que consagraba la ceremonia y se rezaba una oración para que "por nosotros y por todos los marineros el mar esté en calma y tranquilo". A continuación, el dux y los demás eran solemnemente rociados con agua bendita, cuyo resto se vertía en el mar mientras los sacerdotes cantaban "Asperges me hyssopo, et mundabor".
A continuación, el dux arrojaba al mar un anillo consagrado mientras recitaba las palabras:
"Nos casamos contigo, oh mar, como signo de verdadero y perpetuo dominio"
que declaraba que Venecia y el mar estaban indisolublemente unidos, reafirmando la posesión del Adriático: 
"Desponsamus te, mare. In signum veri perpetuique dominii..." (Fórmula ritual del matrimonio de Venecia con el mar).
El regreso del bucentauro a tierra señala la apertura de la Festa della Sensa, fiesta famosa en toda Europa por su esplendor y riqueza, y su gran feria en la plaza de San Marcos.
Un Gran Almirante era responsable de la seguridad de los pasajeros durante el viaje. El bucentauro no estaba bien adaptado a la navegación, era difícil de maniobrar y tenía un fondo plano y de poco calado, lo que hacía que corriera el riesgo de zozobrar. El escritor Giacomo Casanova observó que el menor viento en contra podía "ahogar al dux con toda la serenísima señoría, los embajadores y el nuncio del Papa", y que un accidente provocaría la risa de Europa, que diría "el dux de Venecia fue por fin a consumar su matrimonio".

## Actualidad
Desde 1965, en el día de la Ascensión, el alcalde de Venecia, en su papel de dux, recrea la ceremonia. Acompañado por el patriarca de Venecia y otros dignatarios, el alcalde se traslada a la iglesia de San Nicolás en una réplica del bucentauro, desde donde se arroja ceremoniosamente un anillo al mar. 
El único testimonio contemporáneo del antiguo ritual que se conserva en la actualidad es el anillo de un dux no identificado, extraído del mar por casualidad. Forma parte de la colección de la basílica de San Marcos.